# 百勝角

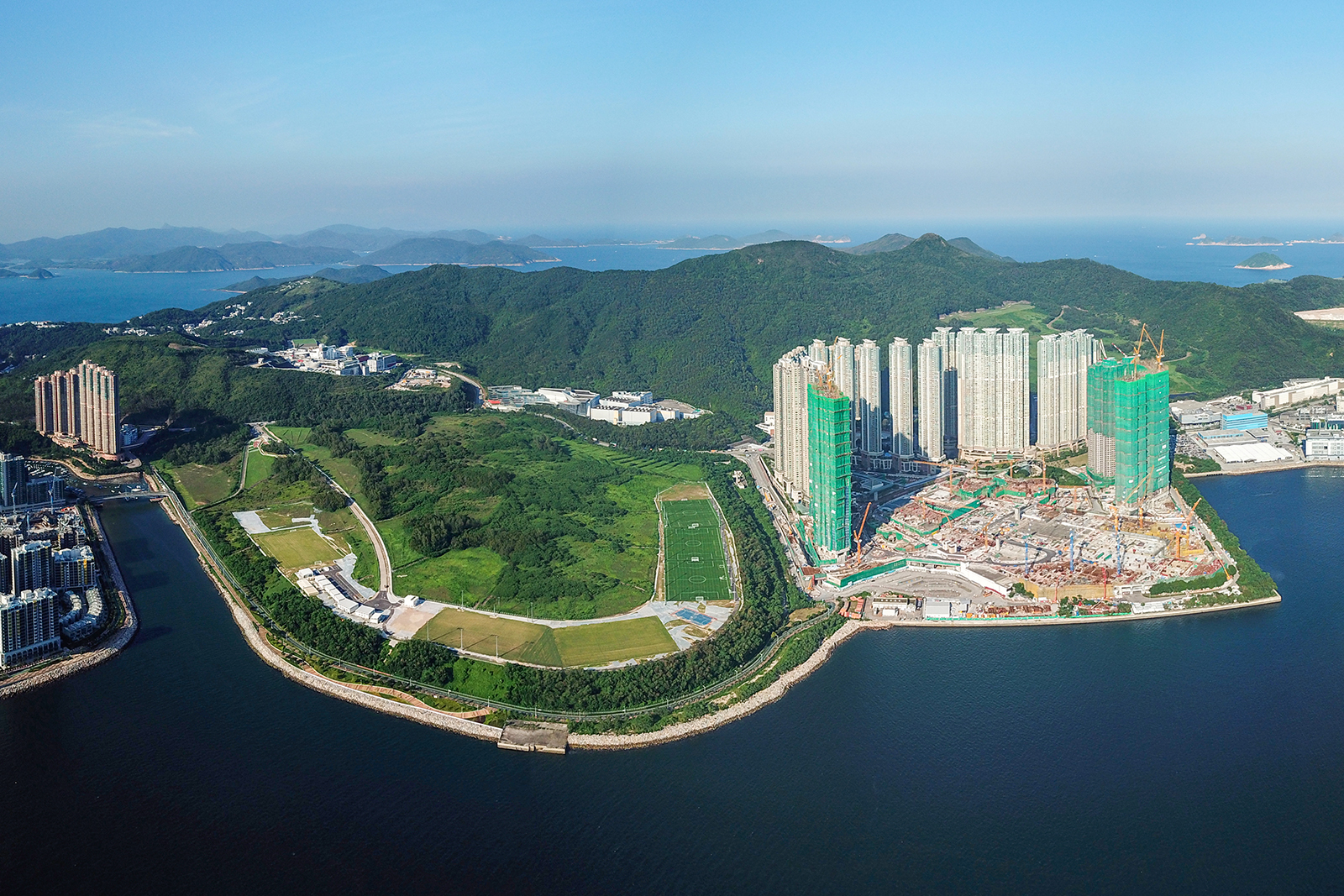
百勝角

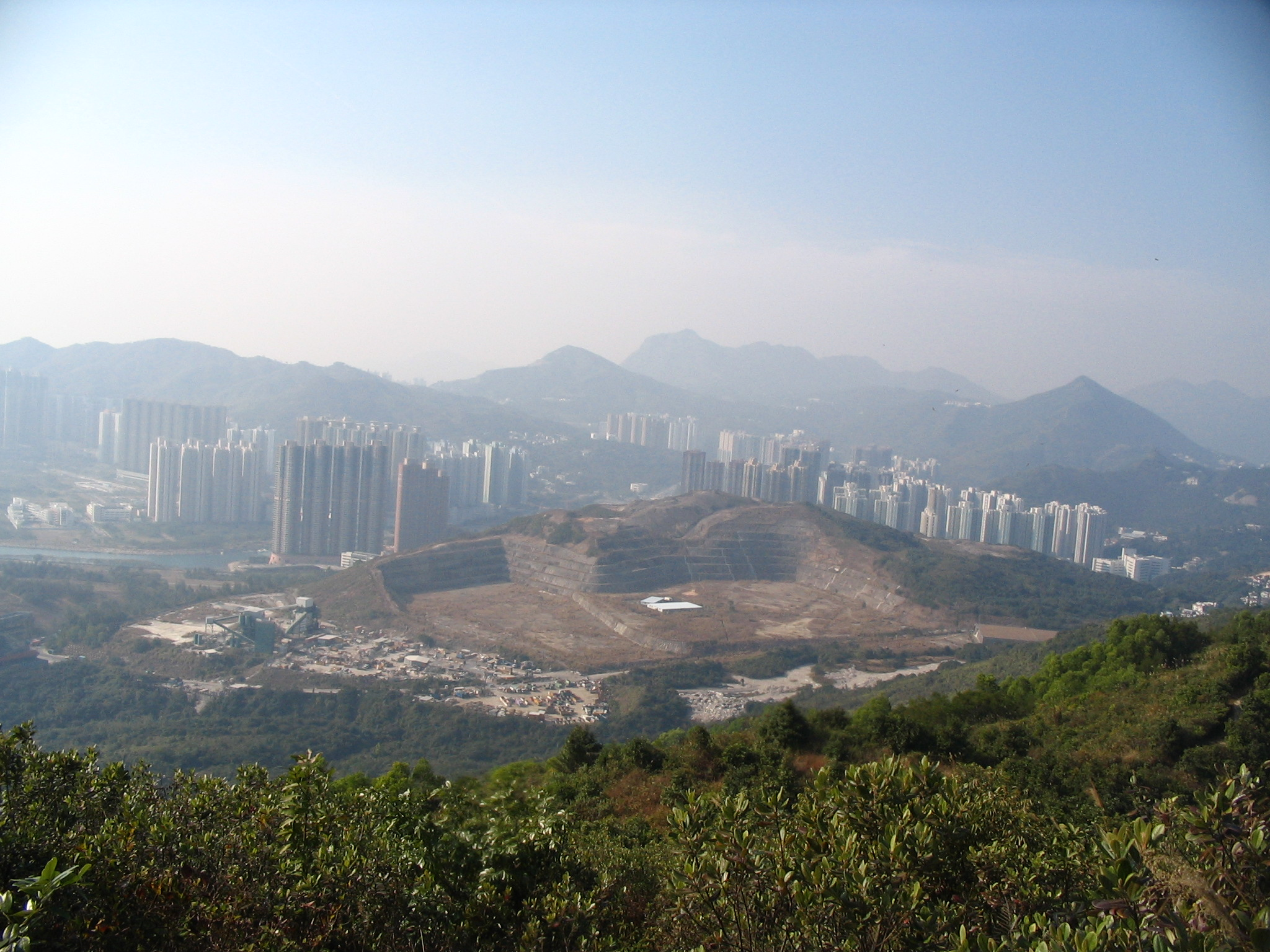
已停產的百勝角石礦場

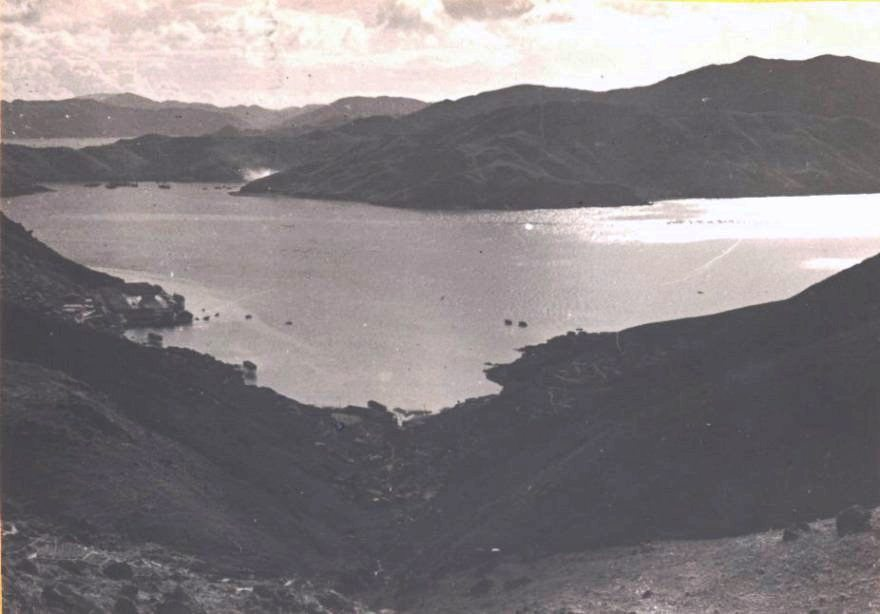
圖中小半島為1950年代的百勝角（中上）

百勝角公屋地盤已完成土地平整，有待房委會接收後正式動工興建

百勝角（英語：Pak Shing Kok）位於香港新界將軍澳東部，坑口與小赤沙之間，港鐵康城站或日出康城及將軍澳綫車廠以北。
百勝角古名白鱔角，因該處海面有不少白鱔。後來該處成為採石之地，故又名百石角。因百石角的名稱與馬料水以北、近吐露港一帶的白石角近名，政府遂將百石角改稱為百勝角。
在1990年代時，百石角以南成為將軍澳第一期堆填區（即現時的將軍澳86區）。當時香港氧氣公司位於堆填區旁邊。百勝角原本與將軍澳新市鎮一樣，擬發展成高密度住宅區，亦曾預計興建地鐵將軍澳綫車站，名為百勝角站，但香港政府後來想把該區發展低/中密度住宅，居住的人口密度未能足夠客量支持其運作，而使在最新修訂規劃中取消興建百勝角站。
目前百勝角是一塊已平整的空地，等待作進一步發展。而新鴻基地產及香港氧氣率先在廠房原址興建了住宅清水灣半島。
2012年5月27日，香港消防處耗資35億港元在將軍澳百勝角、邵氏片場後興建消防及救護學院，面積達158,000平方米，相等於22個標準足球場，比現時的消防訓練學校規模大5倍；工程於2012年8月啟動，最初預計於2015年10月竣工，後來以2016年第一季開校為目標。
另外，位於消防及救護學院對面的土地，亦設有消防處百勝角已婚人員宿舍。該宿舍是香港首批採用「組裝合成」預製組件技術的樓宇，於2021年初完工；而在毗鄰消防及救護學院的另一幅土地，則正在興建將軍澳中醫醫院。

## 附近建築物
- 清水灣半島
- 啟思中學
- 消防及救護學院
- 將軍澳中醫醫院連政府中藥檢測中心大樓，兩個項目預期2025年落成，分階段投入服務
- 邵氏影城
- 消防處百勝角已婚人員宿舍
- 賽馬會香港足球總會足球訓練中心
- 百勝角路公營房屋發展計劃，佔地2.26公頃，将興建3座約45層高的住宅，提供約3140個單位及一座社福及零售設施大樓
- 港鐵將軍澳百勝角通風樓上蓋
- 東華三院環保村(E-Co Village)，佔地約1.9 公頃，位於將軍澳第一期堆填區頂部地段B，将為公眾提供露營、環保教育、戶外康樂、歷奇訓練、耕種及晨運等的多元化康樂設施，當中設有露營區、兒童教育基地、環保劇場、戶外訓練區、野餐區和中央活動區；另有植物迷宮、蝴蝶園、香草園和種植園等，預計2023年第四季啟用

## 交通
- 主要道路
  - 環保大道

## 區議會議席分佈
大、小赤沙及百勝角附近的住宅發展以日出康城及為主，其餘部分人口不多。所以自日出康城發展後，部分地方劃出坑口東選區，形成新的選區。以下只顯示環保大道自昭信路寶邑路交界至百勝角路交界的沿線地區，就環保大道百勝角路交界以南地區，請參閱大、小赤沙條目。
| 年度/範圍                    | 2000-2003  | 2004-2007  | 2008-2011  | 2012-2015  | 2016-2019  | 2020-2023  | 2024-2027      |
| ---------------------------- | ---------- | ---------- | ---------- | ---------- | ---------- | ---------- | -------------- |
| 環保大道以東                 | 坑口東選區 | 坑口東選區 | 坑口東選區 | 坑口東選區 | 坑口東選區 | 坑口東選區 | 西貢及坑口選區 |
| 環保大道以西(清水灣半島為主) | 尚德選區   | 尚德選區   | 環保選區   | 環保選區   | 環保北選區 | 環保北選區 | 西貢及坑口選區 |

註：以上主要範圍尚有其他細微調整（包括編號），請參閱有關區議會選舉選區分界地圖及條目。